# گاکوشوئین

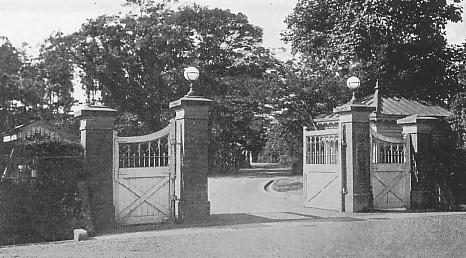
گاکوشوئین در سال ۱۹۳۳

گاکوشوئین، گاکوهوجین گاکو شوئین (به ژاپنی: 学校法人学習院 がっこうほうじんがくしゅういん Gakushūin)، یا گاکوشوجو یک مؤسسه آموزشی ژاپنی در توکیو است که در اصل برای آموزش فرزندان اشراف ژاپن تأسیس شده است. مدرسه اصلی از وظیفه اصلی خود که در زمینه آموزش خانواده امپراتوری بود گسترش یافته و از آن زمان به شبکه‌ای از موسسه‌های دیگر تبدیل شده است که آموزش دوره پیش دبستانی را تا سطح عالی در بر می‌گیرد.